# Ida Dahl
Ida Edit Birgitta Dahl, född 17 januari 1996 i Veta församling i Östergötlands län, är en svensk längdskidåkare, som numera tävlar i långlopp i Visma Ski Classics för Team Engcon. Säsongen 2020–2021 slutade hon på andra plats i Visma Ski Classics, efter flera pallplatser inklusive en tredjeplats i Vasaloppet 2021. Den 9 januari 2022 vann hon sitt första lopp i Visma Ski Classics, när hon vann Prato Piazza Mountain Challenge..
Den 30 januari 2022 vann hon damklassen av långloppet Marcialonga i Italien. Den 25 februari 2023 vann hon Tjejvasan.